# Лашманка
Лашманка (тат. Лашман) — село в Черемшанском районе Татарстана. Административный центр Лашманского сельского поселения.

## Этимология
Топоним произошёл от слова «лашман».

## География
Находится на реке Большая Сульча, в 11 км к северу от села Черемшана.

## История
Основано в 1730-х годах. До 1860-х годов жители относились к категории государственных крестьян. Занимались земледелием, разведением скота. 
В «Списке населенных мест по сведениям 1859 года», изданном в 1864 году, населённый пункт упомянут как казённая деревня Лашманка (Сюльча) 2-го стана Бугульминского уезда Самарской губернии. Располагалась при реке Сюльче, по правую сторону Симбирского просёлочного тракта в Бугульму, в 97 верстах от уездного города Бугульмы и в 7 верстах от становой квартиры в казённом селе Черемшане. В деревне в 103 дворах жили 628 человек (308 мужчин и 320 женщин). Была мечеть.
По сведениям переписи 1897 года, в деревне Лашманка (Новая Деревня) Бугульминского уезда Самарской губернии жили 1402 человека (682 мужчины и 720 женщин), все мусульмане.
В начале XX века в селе функционировали мечеть, 3 ветряные мельницы. В этот период земельный надел сельской общины составлял 2800 десятин. До 1920 года село входило в Верхне-Кармальскую волость Бугульминского уезда Самарской губернии. С 1920 года в составе Бугульминского, с 1924 — Чистопольского кантонов ТАССР. С 10.08.1930 в Первомайском, с 01.02.1963 в Лениногорском, с 12.01.1965 в Черемшанском районах.

## Население
| 1859 | 1890 | 1897 | 1910 | 1926 | 1949 | 1958 | 1970 | 1979 | 1989 | 2002 |
| ---- | ---- | ---- | ---- | ---- | ---- | ---- | ---- | ---- | ---- | ---- |
| 628  | 1342 | 1402 | 1832 | 1478 | 1722 | 1849 | 2268 | 2031 | 1376 | 1383 |

Национальный состав села — татары.

## Экономика
Полеводство, скотоводство.

## Инфраструктура
Средняя школа, дом культуры, библиотека.

## Религия
Мечеть.